# Silvio Grappasonni
Silvio Grappasonni (Como, 9 agosto 1962) è un ex golfista italiano, oggi opinionista sportivo per Sky Sport.
Figlio d'arte, il padre Ugo è stato uno dei più importanti golfisti italiani. Ha giocato per molti anni nel Tour Europeo rappresentando l'Italia nella World Cup, ha vinto per due volte il National Omnium e il Campionato Italiano PGA. Attualmente commenta per Sky Sport i maggiori eventi golfistici internazionali.